# 周防国の式内社一覧
周防国の式内社一覧（すおうのくにのしきないしゃいちらん）は、『延喜式』第9巻・第10巻「神名帳上下」（延喜式神名帳）に記載のある神社、いわゆる「式内社」およびその論社のうち、周防国に分類されている神社の一覧。
また『延喜式』神名帳の編纂当時に存在したが同帳に記載の無い神社、いわゆる「式外社」についても付記する。

## 式内社
『延喜式』神名帳では、小社10座8社を記載。
1）「神名帳」列は、『延喜式 上巻』（大岡山書店、昭和4年、国立国会図書館デジタルコレクション）等における『延喜式』神名帳の記載を基に作成。社名表記は神社史料集成（5を参照）における字体（異体字がある場合には新字体・通用性の高い字体を使用）を基準とした。読みの「-」部分は、「神社」以外で仮名が振られていない部分。「○座」は座数を表し、一座の場合は記載していない。

2）格の「名神大」は名神大社を、「大」は式内大社（名神大社除く）を、「小」は式内小社を意味する。付記は社名とともに記されているもので、一部は「式内社#式内社の社格」を参照。

3）比定社が複数ある場合、最も有力なものを無冠で示し、他の論社には「（論）」を冠した。

4）本来の式内社とは認めがたいものの、式内社を合祀したなどその後継を主張するもの、その他参考の神社には「（参）」を冠した。

| 神名帳             | 神名帳       | 神名帳 | 神名帳             | 比定社                 | 比定社               | 比定社     | 集成 |
| 社名               | 読み         | 格     | 付記               | 社名                   | 所在地               | 備考       | 集成 |
| ------------------ | ------------ | ------ | ------------------ | ---------------------- | -------------------- | ---------- | ---- |
| 熊毛郡 2座（並小） |              |        |                    |                        |                      |            |      |
| 熊毛神社           | クマケノ     | 小     |                    | （論）熊毛神社         | 山口県周南市呼坂     |            |      |
| 熊毛神社           | クマケノ     | 小     | （論）賀茂神社     | 山口県柳井市伊保庄     |                      |            |      |
| 熊毛神社           | クマケノ     | 小     | （論）大歳神社     | 山口県周南市樋ノ口     |                      |            |      |
| 熊毛神社           | クマケノ     | 小     | （論）岩隈八幡宮   | 山口県岩国市周東町祖生 |                      |            |      |
| 石城神社           | イハキノ     | 小     |                    | 石城神社               | 山口県光市塩田       |            |      |
| 佐波郡 6座（並小） |              |        |                    |                        |                      |            |      |
| 玉祖神社 二座      | タマノオヤノ | 小     |                    | 玉祖神社               | 山口県防府市大崎     | 周防国一宮 |      |
| 出雲神社 二座      | イツモノ     | 小     |                    | 出雲神社               | 山口県山口市徳地堀   | 周防国二宮 |      |
| 御坂神社           | ミサカノ     | 小     |                    | （論）三坂神社         | 山口県山口市徳地岸見 |            |      |
| 御坂神社           | ミサカノ     | 小     | （論）船路八幡宮   | 山口県山口市徳地船路   |                      |            |      |
| 剣神社             | ツルキノ     | 小     |                    | 劔神社                 | 山口県防府市高井     |            |      |
| 吉敷郡 1座（小）   |              |        |                    |                        |                      |            |      |
| 仁壁神社           | ニカヘノ     | 小     |                    | 仁壁神社               | 山口県山口市三の宮   | 周防国三宮 |      |
| 都濃郡 1座（小）   |              |        |                    |                        |                      |            |      |
| 二俣神社           | フタマタノ   | 小     |                    | （論）二俣神社         | 山口県周南市大向     |            |      |
| 二俣神社           | フタマタノ   | 小     | （論）周方神社     | 山口県周南市長穂       |                      |            |      |
| 二俣神社           | フタマタノ   | 小     | （論）二所山田神社 | 山口県周南市鹿野上     |                      |            |      |

## 式外社
『延喜式』神名帳の編纂当時に存在したが、同帳に記載の無い神社。
| 文献         | 文献                                       | 比定社       | 比定社                 | 比定社     | 集成 |
| 神名         | 記事                                       | 社名         | 所在地                 | 備考       | 集成 |
| ------------ | ------------------------------------------ | ------------ | ---------------------- | ---------- | ---- |
| 比美神       | 『日本三代実録』貞観9年（867年）8月16日条  | 氷見神社     | 山口県周南市須万       |            |      |
| 鋳錢司黒山神 | 『日本三代実録』貞観15年（873年）9月27日条 | 黒山八幡宮   | 山口県山口市鋳銭司     |            |      |
| 鋳錢司火山神 | 『日本三代実録』貞観15年（873年）9月27日条 | 熊野宮       | 山口県山口市鋳銭司     |            |      |
| 赤田神       | 『日本三代実録』元慶2年（879年）6月12日条  | 赤田神社     | 山口県山口市吉敷       | 周防国四宮 |      |
| 山田神       | 『日本三代実録』元慶2年（879年）6月12日条  | 二所山田神社 | 山口県周南市大字鹿野上 |            |      |